# Melanie Eminger
Melanie Eminger (* 14. März 1994) ist eine ehemalige deutsche Fußballspielerin, die im Seniorinnenbereich in Bad Neuenahr-Ahrweiler und Andernach Erst- und Zweitligaspiele bestritten und im Jahr 2016 ihre Spielerkarriere beendet hatte.

## Karriere
Eminger begann im mittelhessischen Aßlar beim dort ansässigen VfB Aßlar mit dem Fußballspielen und entwickelte sich im weiteren Verlauf in den Jugendmannschaften des 1. FFC Frankfurt, FFC Braunfels und des SC 07 Bad Neuenahr weiter.
Noch als B-Jugendspielerin kam sie bereits in der Saison 2010/11 für die Zweitvertretung in der seinerzeit drittklassigen Regionalliga Südwest im April 2011 in zwei Punktspielen zum Einsatz und hatte damit Anteil an der regionalen Meisterschaft und den damit verbundenen Aufstieg in die Staffel Süd der seinerzeit zweigleisigen 2. Bundesliga. In dieser Spielklasse wurde sie elfmal eingesetzt, wie auch einmal für die Erste Mannschaft in der Bundesliga; so am 25. September 2011 (4. Spieltag) bei der 0:1 bei der 0:1-Niederlage im Auswärtsspiel gegen den FF USV Jena mit Einwechslung für Katie Hoyle in der 88. Minute. In der Saison 2012/13 bestritt sie bereits 19 Punktspiele für die Zweitvertretung, sowie letztmals am 8. September 2013, dem 3. Spieltag der Regionalligasaison 2013/14.
Für die Erste Mannschaft kam sie vom 17. November (3. Spieltag) bis zum 8. Dezember 2013 (11. Spieltag) in acht Punktspielen für den letztmalig unter dem Namen in der 2. Bundesliga Süd spielenden Verein. Infolge der Insolvenz wurde die Rückrundensaison vom Nachfolgeverein SC 13 Bad Neuenahr fortgesetzt, für den Eminger einzig am 23. Februar 2014 (12. Spieltag) bei der 0:5-Niederlage im Auswärtsspiel gegen den FC Bayern München II zum Einsatz gekommen war.
Am 30. Mai 2014, vier Wochen vor Saisonende, verkündete sie ihren Weggang vom Verein und fand in Andernach, bei der dort beheimateten SG 99 Andernach, ihren neuen Verein. Dort spielte sie gemeinsam mit ihren ehemaligen Mitspielerinnen Elena Bläser, Sarah Krumscheid, Magdalena Schumacher und Julia Schürmann, die wie sie ebenfalls nach Andernach gewechselt waren. Nach eineinhalb Jahren kehrte Eminger im Januar 2016 zum SC 13 Bad Neuenahr zurück und beendete zum Saisonende ihre Spielerkarriere.

## Erfolge
- Meister Regionalliga Südwest 2011 und Aufstieg in die 2. Bundesliga Süd